# 陳清波 (風水師)
陳清波（1949年—），法號三元，台灣風水師，《精靈寶可夢GO》玩家，因同時以數十支智慧型手機邊騎腳踏車邊遊玩《精靈寶可夢GO》而受到關注。

## 人物簡介
陳清波出身台南縣六甲鄉，原本家境富裕；後來因為家道中落而失學。他孩童時期做過放牛、洗衣煮飯、砍柴、賣芋頭冰、舞龍舞獅等工作。在29歲時移居臺北縣三重鎮（今新北市三重區），陳清波和父親、弟弟一起在三重的工地從事建築工作，因吊索負重過重而斷裂，意外把他從八樓甩到地下室，身受重傷。陳清波表示自己因此躺在床上40天，並休養一年，他認為自己大難不死，必須救人，因此到宮廟裡拜師學習風水，成為道教法師。陳三元在孫子的介紹下接觸《精靈寶可夢GO》，並在2016年9月14日開始玩。某日他在腳踏車上安裝9支手機並同時遊玩的舉動被路人拍下，照片被上傳至網路上後爆紅，還登上美國網路論壇Reddit，讓陳三元成為網路名人，並被稱為「寶可夢阿伯」。2018年6月，他被遊戲網站exp.gg在新北市土城區發現行蹤，受到媒體大幅報導，他表示，如果不需接客，就會外出遊玩《精靈寶可夢GO》。
之後，他的腳踏車上安裝更多手機，到2019年3月時已安裝22支，同年8月時擴展到42支，9月中秋節後擴展到45支，2020年6月擴展到64支，2021年2月擴展到72支。而腳踏車前的菜籃裡則是數顆工業用的電池。陳三元每天通常會花四個小時以上在玩《精靈寶可夢GO》，有時還會玩到凌晨四點，遊玩動機是預防阿茲海默症。原本只玩一支手機，入迷之後添購十多支手機，並特地改裝電池，增加可以在外遊玩的時間，他表示這些手機除了遊玩《精靈寶可夢GO》，沒有其它用途，而這些裝備也可以從腳踏車上拆卸下來，裝上背帶後背在身上。由於手機很多，陳三元不時會忘記繳月租費。
陳三元在網路爆紅後除了引起媒體採訪，還在2019年取代韓國演員孔劉接下華碩新款手機ZenFone Max Pro (M2)的代言。2022年8月，陳三元傳出中風消息，影響其言語和肢體能力，致使其已經半年沒有遊玩《精靈寶可夢GO》，必須努力復健。